# Rogelio Marcelo
Rogelio Marcelo Garcia (Guantánamo, 11 giugno 1965) è un ex pugile cubano.
Ha vinto la medaglia d'oro olimpica nel pugilato alle Olimpiadi di Barcellona 1992, in particolare nella categoria pesi mosca leggeri.
Inoltre ha conquistato due medaglie d'argento (1989 e 1991) ai campionati mondiali di pugilato dilettanti, una medaglia d'oro (1991) ai giochi panamericani, una medaglia d'oro (1990) e una d'argento (1986) ai giochi centramericani e caraibici sempre nella stessa categoria.